# Raya (app)
Raya är en dejting- och social medie-app tillgänglig för IOS. Appen grundades 2014 av Daniel Gendelman och lanserades i februari 2015. Appen kallas för Illuminati Tinder då de för det mesta bara släpper in användare som är noterbara offentliga personer och kändisar.